# Ulica Piekarska w Krakowie
Ulica Piekarska – ulica w Krakowie, w dzielnicy I Stare Miasto, na Kazimierzu.

## Historia
Ulica została wytyczona w ramach planu lokacyjnego Kazimierza z 1335, ciągnęła się od rynku kazimierskiego (którego fragment stanowi dzisiejszy Plac Wolnica) do bramy Skawińskiej.
Ulica w obecnej formie istnieje od ustalenia planów regulacyjnych z XIX wieku. 
Pierwsza wzmianka o obecnej nazwie ulicy pochodzi z 1500 r. i wywodzi się od zamieszkujących ją w średniowieczu piekarzy.
Dawniej istniała tu zabudowa drewniana, jednak nie przetrwała upadku miasta na przełomie XVII i XVIII wieku.
16 kwietnia 1877 księżna Marcelina Czartoryska przekazała Siostrom Miłosierdzia budynek na ulicy Piekarskiej w celu otwarcia Domu Dziecka. Do 1908 istniało tu przytulisko sióstr Albertynek.

## Budynki
Przy tej ulicy znajduje się kościół Matki Bożej Niepokalanej Poczętej i klasztor Szarytek. Ponadto istnieją tu dwa przedszkola (w tym jedno z XIX wieku), dom dziecka, dom studencki Uniwersytetu Pedagogicznego, dzienny ośrodek adaptacyjny i jadłodajnia.